# Estación de Reading
La Estación de Reading es un importante intercambiador de transporte situado en la ciudad que le da nombre, una de las principales zonas urbanas de Berkshire, Inglaterra. Se halla en el límite norte del centro de la localidad de Reading, cerca de su zona comercial y del río Támesis, a 36 millas (57,9 km) de la Estación de Paddington en Londres.
Reading es la novena estación más concurrida del Reino Unido fuera de Londres, y el segundo intercambiador más concurrido fuera de Londres, con más de 3,8 millones de pasajeros que cambian de tren en la estación anualmente.
La estación está gestionada por Network Rail, y cuenta con cuatro compañías ferroviarias operadoras: Great Western Railway, CrossCountry, South Western Railway y Elizabeth line.
Desde el punto de vista patrimonial, cabe señalar que las antiguas edificaciones del complejo ferroviario que se conservan han sido catalogadas como un monumento de Grado II.

## Historia

### Estación original

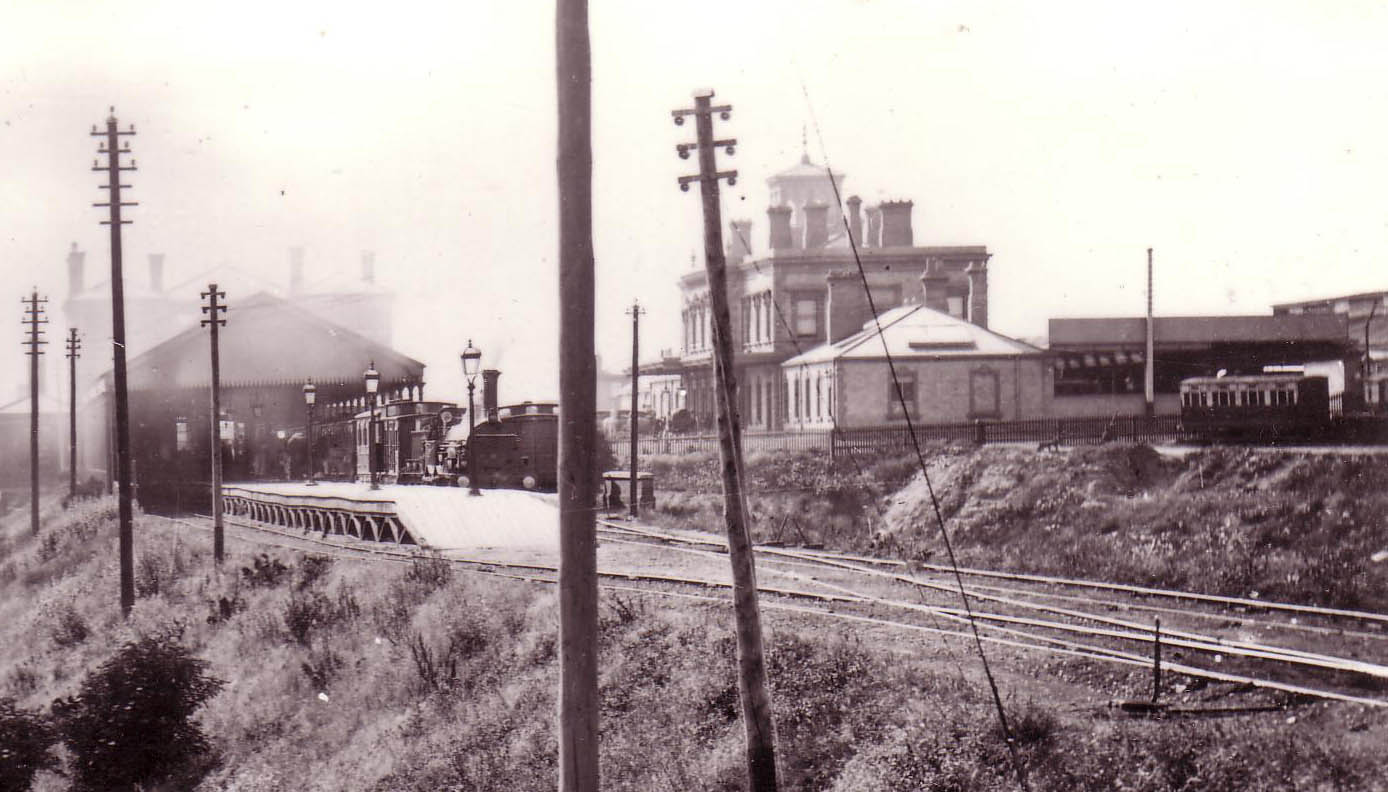
Estación del Great Western (derecha) y Estación de Reading del Sur (izquierda) en 1865

La primera estación de Reading se abrió el 30 de marzo de 1840 como el término occidental temporal de la línea original del Great Western Railway (GWR). El tiempo necesario para viajar de Londres a Reading se redujo a una hora y cinco minutos, menos de una cuarta parte del tiempo necesario para las diligencias más rápidas. La línea se amplió hasta alcanzar su conclusión en Bristol en 1841. Tal como se construyó, la estación de Reading era una estación intermedia típica de un solo lado diseñada por Brunel, con andenes alineados para ambos sentidos situados al sur de las vías, dispuestos de modo que los trenes en dirección a Londres que hacían escala en Reading tenían que cruzar el trayecto de los trenes directos.
En 1844 se abrió el Great Western Hotel al otro lado de Forbury Road, para alojar a las personas que visitaban la ciudad. Se cree que es el hotel ligado a un ferrocarril más antiguo del mundo. Al poco tiempo se conectaron nuevas rutas al trayecto de Londres a Bristol, con la apertura de la línea de Reading a Newbury y Hungerford en 1847, y la línea a Basingstoke en 1848.
Entre 1865 y 1867 el Great Western Railway dispuso un edificio para la estación, construido con ladrillos de Coalbrookdale con remates de piedra de Bath e incorporando una torre y un reloj. Las fuentes difieren en cuanto a si se trataba de un edificio nuevo o de la remodelación de un edificio anterior de Brunel. En 1898, el diseño de la estación de un solo lado fue reemplazado por un diseño convencional con andenes a ambos lados de las vías generales, unidos por un paso peatonal subterráneo.
El acceso a la estación desde Broad Street no fue directo hasta que se abrió Queen Victoria Street en 1903, lo que permitió disponer de un lugar de paso a través de Friar Street y Station Road.

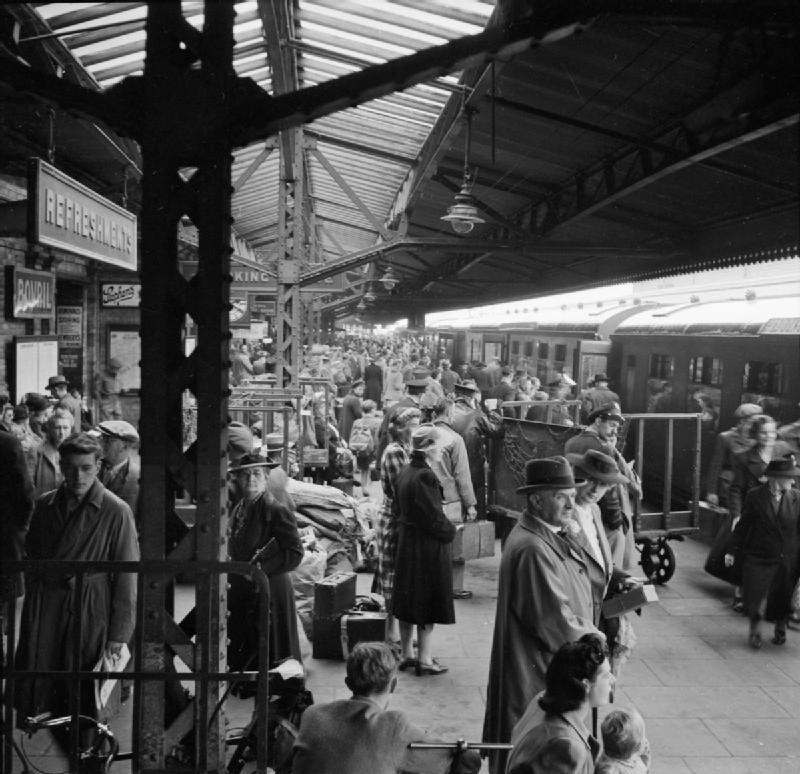
Andén 1 de la Estación de Reading en 1945

La estación originalmente se llamó "Reading" y se convirtió en "Reading General" el 26 de septiembre de 1949 para distinguirla de la entonces vecina estación del Ferrocarril del Sureste. El sufijo "General" se eliminó de los horarios de British Rail en 1973, pero algunos de los carteles de las estaciones aún hacían referencia a "Reading General" en 1974. La yuxtaposición de las dos estaciones significaba que los autobuses urbanos mostrasen el destino 'Estaciones'.

### Estación combinada de 1965

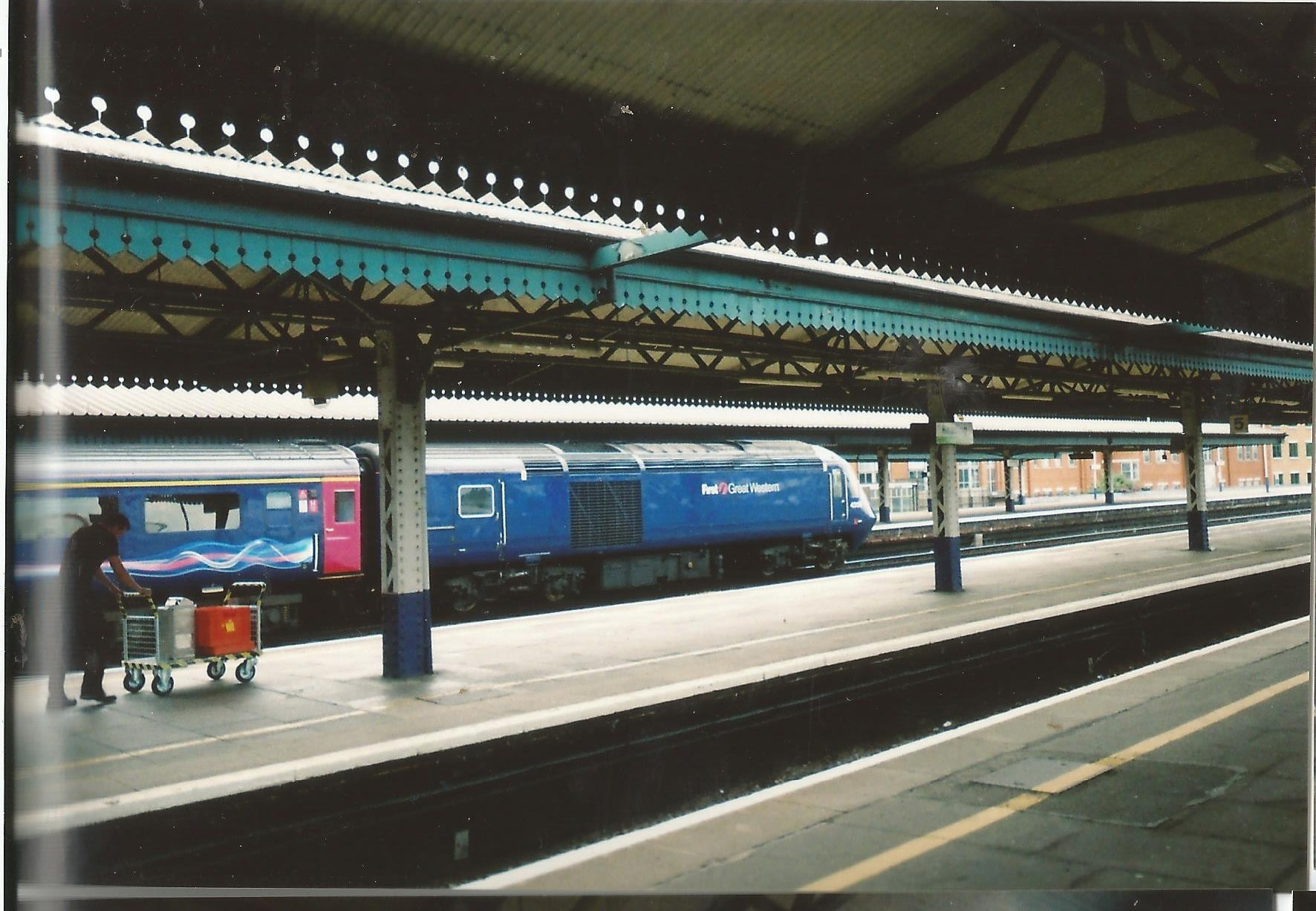
Un tren se detiene en Reading en su camino de Paddington a Bristol Temple Meads (antes de la remodelación)

A partir del 6 de septiembre de 1965, los servicios de la antigua estación Reading Sur se desviaron a un andén terminal (4A) de nueva construcción en la estación General, lo suficientemente largo para alojar un único tren de ocho coches, lo que luego se descubrió que era insuficiente, por lo que en 1975 se abrió un segundo andén terminal (4B) que pasó a dar servicio a la misma línea cuando se inauguró el servicio de Reading al Aeropuerto de Londres-Gatwick.

### Remodelación de 1989
En 1989 se inauguró una nueva dependencia de la estación vinculada al servicio InterCity, incluida una galería comercial que lleva el nombre de Brunel, abierta en el extremo occidental del antiguo emplazamiento de la estación de Reading Sur, unida a los andenes de la estación principal por una nueva pasarela peatonal. Al mismo tiempo, se construyó un nuevo estacionamiento de varios niveles en el lugar que ocupaba el antiguo patio de mercancías y los talleres de los equipos de señalización ubicados al norte de la estación, y se unió a la misma pasarela. El antiguo edificio de la estación de 1860 se convirtió en el pub The Three Guineas. La reina Isabel II presidió la ceremonia de reapertura de la estación celebrada el 4 de abril de 1989.

### Remodelación de 2009-2015

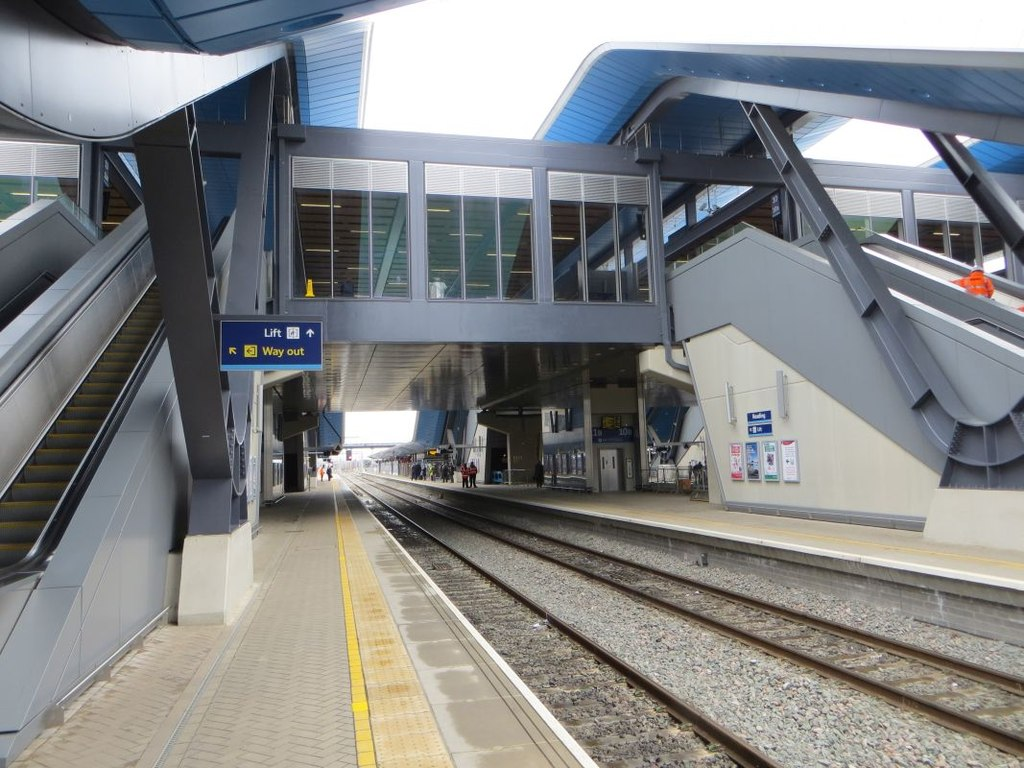
Andenes de la Estación de Reading, con la nueva pasarela peatonal

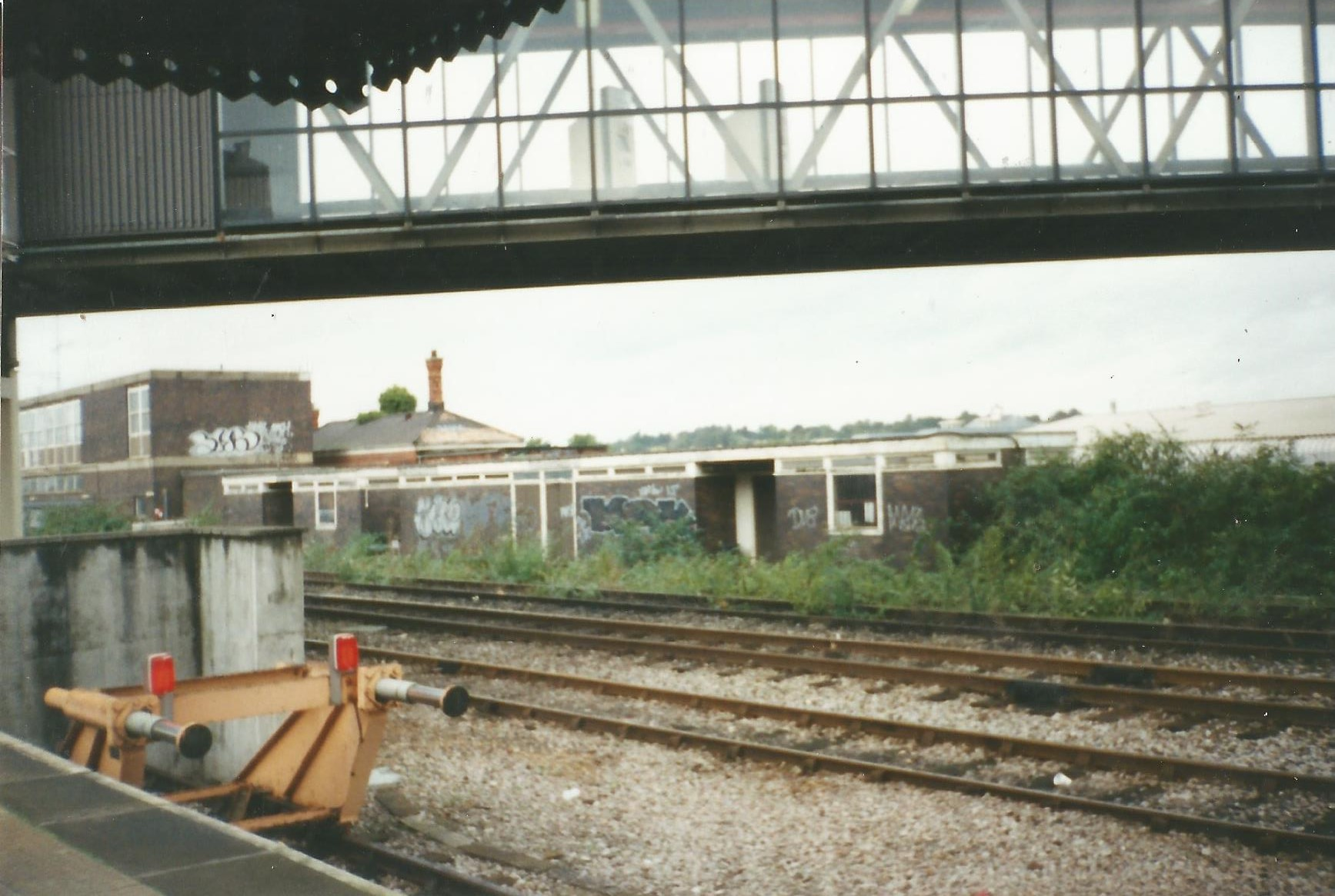
Casetas para el personal (demolidas mucho tiempo atrás), junto al antiguo Andén 10

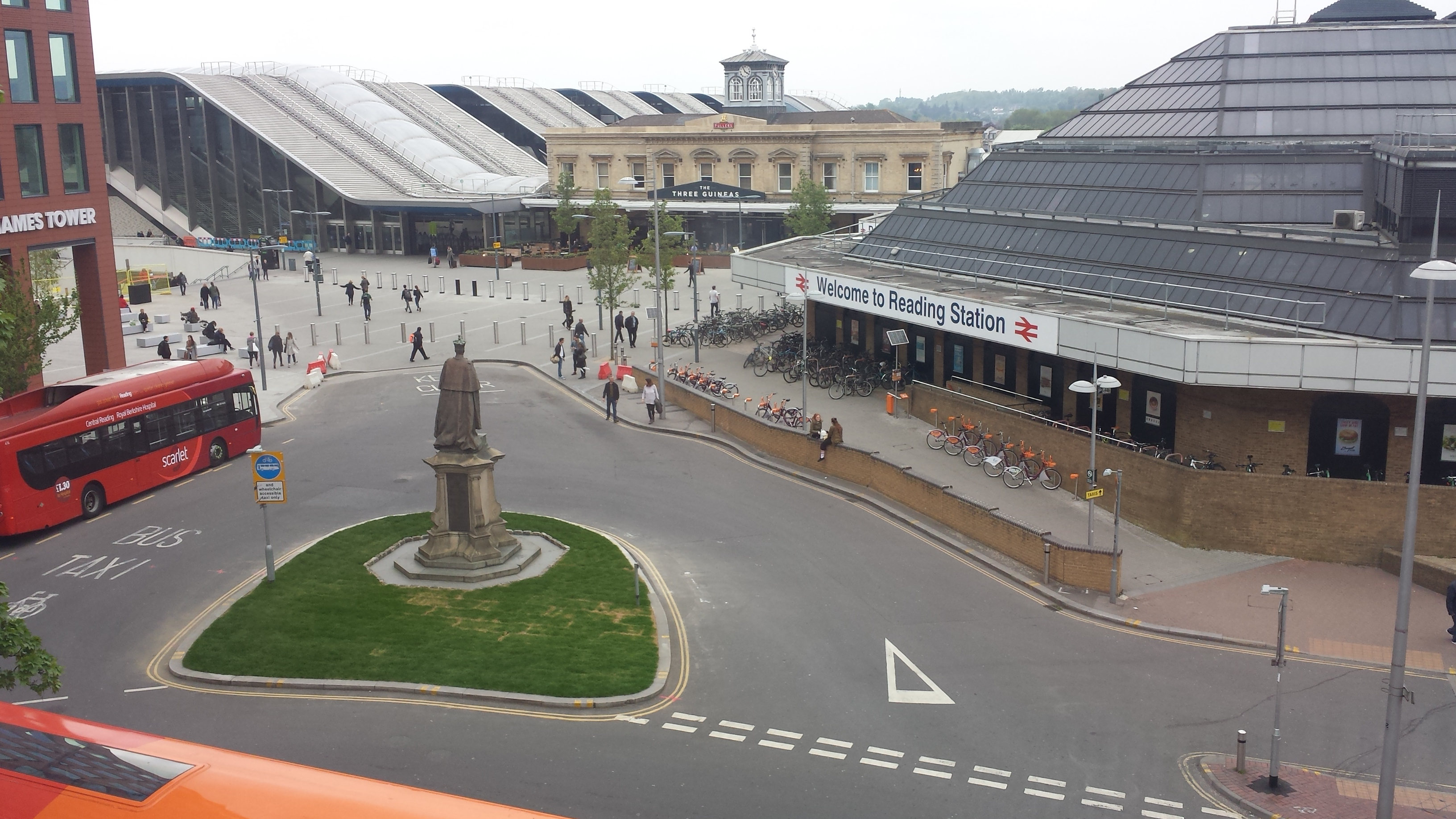
La nueva Plaza de la Estación, con (de izquierda a derecha) las oficinas de Thames Tower, la entrada y la pasarela de 2014, el edificio de la estación de 1860 (que ahora sirve como pub) y el edificio de la estación de 1989 (en el emplazamiento de la antigua Estación del Sur)

Para 2007, la estación se había convertido en un conflictivo cuello de botella de la red ferroviaria, y los trenes de pasajeros a menudo necesitaban esperar fuera de la estación para que hubiera un andén disponible. Esto fue causado por el número limitado de andenes de paso; los cruces a nivel entre vías situados inmediatamente al este y al oeste de la estación; y la necesidad de que los trenes de norte a sur cambiasen de sentido en la estación. La Línea Principal del Great Western en Reading tenía dos pares de vías: las vías "principales" ("rápidas") en el lado sur y las vías "secundarias" ("lentas") en el lado norte. Los trenes que hacían transbordo entre las vías secundarias y las vías que pasan por Reading Oeste (hacia Taunton y hacia Basingstoke) tenían que cruzar las vías principales. Esos trenes, especialmente los trenes de mercancías lentos, bloqueaban el paso de los trenes expresos.
En julio de 2007, en su libro blanco Entrega de un ferrocarril sostenible, el gobierno anunció planes para mejorar el flujo de tráfico en Reading, mencionado específicamente junto con la Estación de Birmingham New Street como unos de los "puntos clave de la congestión" que compartirían una inversión por valor de 600 millones de libras. El 10 de septiembre de 2008, Network Rail dio a conocer una remodelación de la estación y las vías circundantes por valor de 400 millones para reducir los retrasos. Se realizaron los siguientes cambios:
- Cinco nuevos andenes: cuatro nuevos andenes pasantes en el lado norte y una andén en fondo de saco adicional para las líneas de Wokingham.
- Una nueva pasarela peatonal en el lado oeste de la estación, reemplazando la pasarela peatonal de 1989, además de una nueva entrada por el lado sur para viajeros con billete.
- Nueva entrada a pie de calle y taquilla en el lado norte de la estación.
- El paso inferior original se convirtió en un paso subterráneo peatonal entre los dos lados de la estación, sin acceso a los andenes.
- Hacer que el paso de Cow Lane por debajo de las vías sea bidireccional, con un carril bici.
- Un paso a distinto nivel al oeste de la estación para permitir que los trenes rápidos crucen las vías hacia Reading Oeste, evitando así el cizallamiento de las vías.
- Una sección de vía debajo del paso elevado para proporcionar una conexión entre Reading Oeste y las vías secundarias.

La reurbanización se concibió reservando espacio para futuros servicios de Crossrail y de Heathrow Airtrack en la estación de Reading.
Las mejoras han permitido aumentar la capacidad para al menos 4 trenes extra en cada sentido cada hora y 6 trenes extra de mercancías al día (equivalentes a 200 camiones). El consejo local también ha planificado desarrollos en los alrededores en asociación con el planeamiento de la estación.
El costo del proyecto ascendió a 897 millones de libras esterlinas, pero se completó un año antes de lo esperado. La estación reconstruida fue reabierta por Isabel II del Reino Unido el 17 de julio de 2014.
Network Rail se hizo cargo de la gestión de la estación de First Great Western en abril de 2014.
La electrificación de la Línea Principal del Great Western a través de la estación de Reading se completó a tiempo para que los trenes eléctricos comenzaran a funcionar entre Paddington y la Estación de Didcot Parkway el 2 de enero de 2018.

## Depósito de locomotoras
El GWR construyó una pequeña cochera para sus máquinas en la conexión de las vías a Didcot y Basingstoke en 1841, que sería ampliada y reconstruida en 1876 y nuevamente en 1930. El cobertizo fue cerrado por British Rail en 1965, siendo reemplazado por un depósito de mantenimiento de tracción especialmente diseñado. Network Rail reubicó la instalación posteriormente en el lado norte de las vías al oeste de la estación, coincidiendo con los trabajos de remodelación realizados a principios de la década de 2010.

## Accidentes e incidentes
- El clima extremo fue la causa de una víctima temprana en la historia de la estación. El 24 de marzo de 1840, mientras la estación estaba casi terminada, Henry West, de 24 años, estaba trabajando en la cubierta cuando un extraño fenómeno atmosférico (descrito en ese momento como un tornado) levantó una sección del techo, arrastrando a ambos a 200 pies (61,0 m) de distancia. West falleció a resultas de la caída,[24] quedando el suceso conmemorado mediante una placa situada en la pared del edificio de la estación principal.

- El 12 de septiembre de 1855, se envió una locomotora ligera por la línea equivocada, lo que provocó una colisión frontal con un tren de pasajeros. Cuatro personas murieron y muchas otras resultaron heridas.[25]

- Se produjo un accidente en Reading el 17 de junio de 1914, presenciado por el historiador ferroviario O. S. Nock, entonces un escolar. El maquinista de un tren que se dirigía a Ascot rebasó una señal de peligró y se interpuso en el camino de un tren que se aproximaba con destino a la Estación de Paddington. La única víctima mortal fue el maquinista del tren de Paddington.[26]

- Thomas Edward Lawrence (Lawrence de Arabia) perdió en la estación el primer borrador con 250.000 palabras de su libro Los siete pilares de la sabiduría, cuando dejó su maletín mientras cambiaba de tren en 1919. Trabajando de memoria, ya que había destruido sus notas después de terminar el primer borrador, pudo completar un segundo borrador de 400.000 palabras en tres meses.

- Los aviones alemanes intentaron bombardear las vías que accedían hacia la estación durante el comienzo de la Segunda Guerra Mundial.

- El 1 de agosto de 1990, el automotor diésel L576 de la Clase 119, chocó con un tren de pasajeros de tracción eléctrica debido al rebase de una señal en rojo. Cuarenta personas resultaron heridas.[27]

- El 23 de octubre de 1993 explotó una bomba colocada por el IRA, destrozando un poste de señales cerca de la estación, algunas horas después de que se encontraran 5 lb (2 kg) del explosivo Semtex en los baños de la estación. El cierre resultante de la vía férrea y la evacuación de la estación provocaron un caos en el tráfico ferroviario durante varias horas, pero nadie resultó herido.

## Ubicación
La estación se halla en el lado norte del centro de Reading, junto a la Carretera de Distribución Interior. Su código postal es RG1 1LZ. En la notación de millas y cadenas utilizada tradicionalmente en el ferrocarril, su ubicación en la línea principal del Great Western es 35 millas 78 cadenas (56,33 km) desde Paddington.

## Disposición de la estación

### Desde 2013
La estación tiene quince andenes. Los nueve andenes pasantes están numerados del 7 al 15, cada uno dividido en secciones "a" (extremo este) y "b" (extremo oeste). Los andenes 7 a 11 están en las líneas principales (rápidas), mientras que los andenes 12 a 15 están en las líneas secundarias (lentas). Las andenes de línea secundaria 13-15 tienen acceso al paso subterráneo para los servicios a la Estación de Waterloo y al Aeropuerto de Gatwick.
| Andenes        | Tipo     | Orientación | Usado por |
| -------------- | -------- | ----------- | --- |
| 1, 2           | terminal | oeste       | Servicios de la línea local de Reading a Taunton desde y hacia Basingstoke, Newbury y Bedwyn |
| 3              | terminal | oeste       | - Servicios de Cross Country hacia y desde el norte (invertir o terminar en Reading) - Servicios de Cross Country hacia y desde el sur (invertir o terminar en Reading) |
| 4, 5, 6        | terminal | este        | - Servicios desde y hacia Londres Waterloo - Servicios de la línea North Downs desde y hacia Guildford, Redhill y el aeropuerto de Gatwick Tercer carril electrificado |
| 7              | pasante  | —           | - Servicios de Great Western Main Line - Servicios de línea de Reading a Taunton en dirección oeste - Servicios de Cross Country hacia y desde el norte (marcha atrás en Reading) - Servicios de Cross Country hacia y desde el sur (marcha atrás en Reading) |
| 8              | pasante  | —           | - Servicios de Great Western Main Line - Servicios de la línea Cherwell Valley en dirección oeste a través de Oxford - Servicios de la línea Cotswold Line en dirección oeste a través de Oxford - Servicios de línea de Reading a Taunton en dirección oeste - Servicios de Cross Country hacia y desde el norte (marcha atrás en Reading) - Servicios de Cross Country hacia y desde el sur (marcha atrás en Reading) |
| 9              | pasante  | —           | - Servicios de línea principal de Great Western Main Line en dirección oeste - Servicios de la línea Cherwell Valley en dirección oeste a través de Oxford - Servicios de la línea Cotswold Line en dirección oeste a través de Oxford |
| 10, 11         | pasante  | —           | - Servicios de la línea principal Great Western Main Line en dirección este a London Paddington - Servicios de la línea Cherwell Valley en dirección este a London Paddington - Servicios de la línea Cotswold Line en dirección este a London Paddington - Servicios de línea de Reading a Taunton en dirección este a London Paddington                                                                               |
| 12, 13, 14, 15 | pasante  | —           | - Vías secundarias - Línea de Elizabeth a Abbey Wood (terminal) |

### En 2011
Hasta 2013, la Estación de Reading tenía cuatro andenes de paso y ocho andenes terminales.
| Andenes | Tipo     | Orientación | Usado por | numeración anterior a 2011              |
| ------- | -------- | ----------- | --- | --------------------------------------- |
| 1, 2, 3 | terminal | oeste       | Servicios locales de línea de Reading a Taunton en dirección oeste a Basingstoke, Newbury y Bedwyn                                                                               | —                                       |
| 4       | pasante  | —           | Línea principal Great Western en dirección oeste desde los servicios de London Paddington                                                                                        | 7                                       |
| 4a, 4b  | terminal | este        | - Servicios en dirección este a London Waterloo - Servicios de la línea North Downs en dirección sur a Guildford, Redhill y el aeropuerto de Gatwick Tercer carril electrificado | 6, 5                                    |
| 5       | pasante  | —           | Servicios de Great Western Main Line en dirección este a London Paddington | 8                                       |
| 6       | terminal | este        | Servicios locales de Great Western Main Line hacia y desde Londres Paddington (terminal)                                                                                         | 16 (eliminado más adelante)             |
| 7       | terminal | oeste       | Servicios de Cross Country desde y hacia el norte (terminan en Reading) | eliminado                               |
| 8       | pasante  | —           | - Servicios locales en dirección oeste desde London Paddington a Oxford - Servicios de Cross Country desde y hacia el norte y el sur - Vía secundaria para el andén 5            | 9                                       |
| 9       | pasante  | —           | - Servicios locales en dirección este desde Oxford a London Paddington - Servicios rápidos en dirección este a Ealing Broadway y London Paddington                               | 10                                      |
| 10      | terminal | este        | - Servicios locales en dirección este a London Paddington - Servicios locales en dirección este a Henley-on-Thames                                                               | 11 (más adelante convertido en pasante) |

| — | Vías principales (Bristol-Paddington) | Vías principales (Bristol-Paddington) | Vías principales (Bristol-Paddington) |
| — | Vías de Westbury                      | —                                     | Mercancías                            |
| — | Vías secundarias                      | —                                     | Otras                                 |

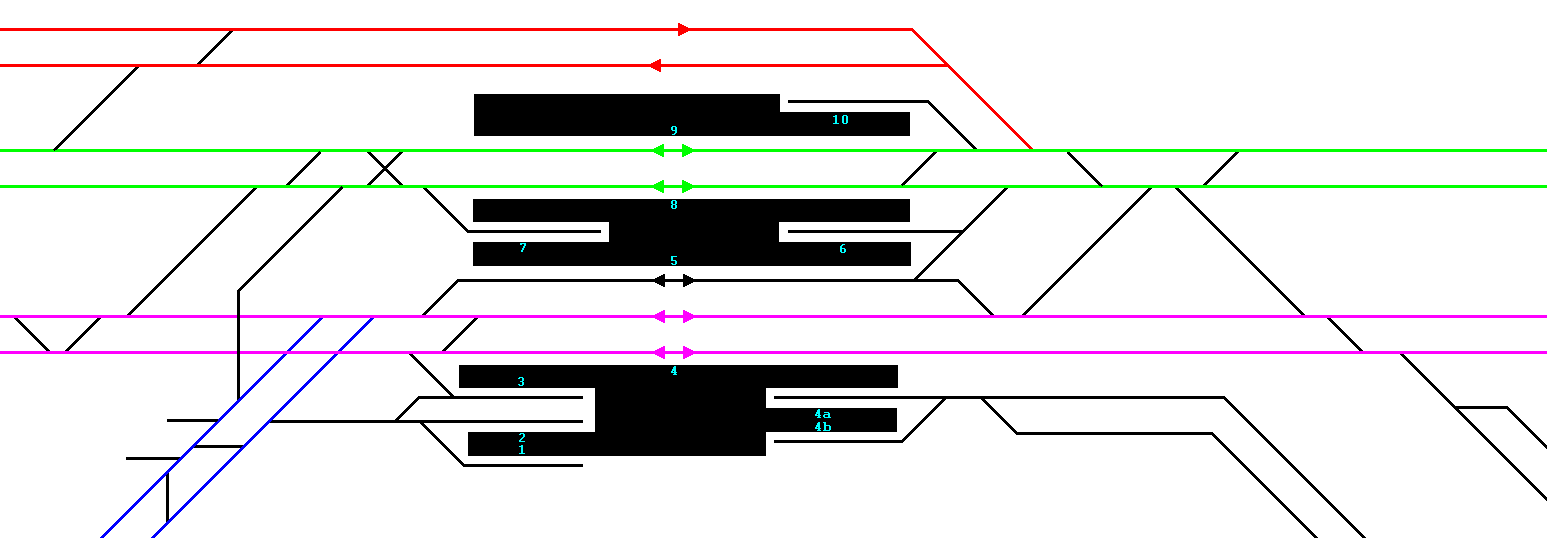
Esquema de vías antes del 27 de diciembre de 2011

El 27 de diciembre de 2011, se inauguró el nuevo andén 4, y todos los andenes con números más altos se volvieron a numerar:
- Los andenes de las vías principales 4 y 5 se convirtieron en 7 y 8
- Los andenes de las vías secundarias 8 y 9 se convirtieron en 9 y 10
- La bahía norte se convirtió en la andén 11
- La bahía 6, que se eliminaría más adelante en la remodelación, se volvió a numerar 16

El andén 5 (antiguo 4b) se abrió el 23 de abril de 2012, y el andén 6 (antiguo 4a) le siguió el 12 de julio. El colapso experimentado en Semana Santa de 2013 se tradujo en la apertura de los nuevos andenes 12 a 15, y en el cierre del antiguo andén 16 de la bahía este. Más adelante comenzaron los trabajos para reconstruir el andén 11 como un andén pasante, siendo reconstruido el andén 10 adyacente para que coincidieran.
En marzo de 2013 se reabrió un antiguo paso subterráneo como vía pública de norte a sur de la estación, sin acceso a los andenes. Esto permitió iniciar el desmontaje de la antigua pasarela, comenzando por los dos tramos más próximos al aparcamiento que se levantaron en la primera quincena de ese mes. El 29 de marzo de 2013 se inauguró el nuevo andén de transferencia, listo para la apertura de los nuevos andenes el 2 de abril. El 7 de abril de 2013, la antigua pasarela se había eliminado por completo.

### Nuevos destinos de la antigua infraestructura
Durante la reconstrucción principal de la estación y el traslado asociado del cobertizo de locomotoras y del depósito de servicio desde el sur hacia el norte de la Línea Principal del Great Western, varios elementos pasaron a ser redundantes o ya no eran necesarios.
Network Rail se los ofreció a diversos museos y al movimiento de preservación ferroviaria, por un precio cero, pero sujeto a la compensación del costo de envío. En abril de 2011, el par de puentes de carretera de 17 m de luz localizados al oeste de la estación se enviaron a la Estación de Loughborough Central en el ferrocarril patrimonial Great Central Railway para su uso futuro. En enero de 2014, uno de los depósitos de agua con una capacidad de 22 500 galones imperiales (102 287 L) se trasladó a Bishops Lydeard en el Ferrocarril del Oeste de Somerset.

## Servicios

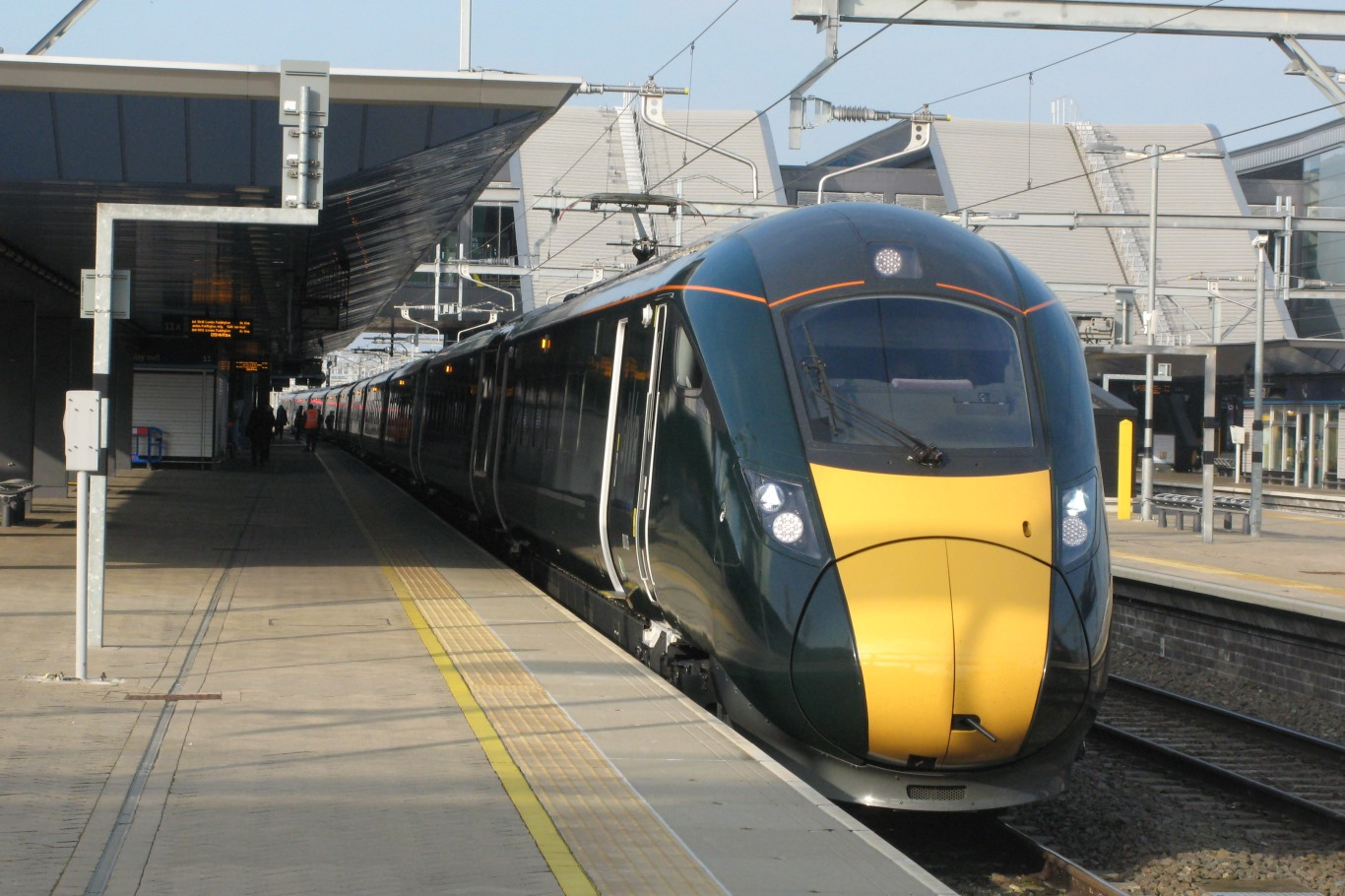
Unidad Great Western Railway en un servicio a Londres

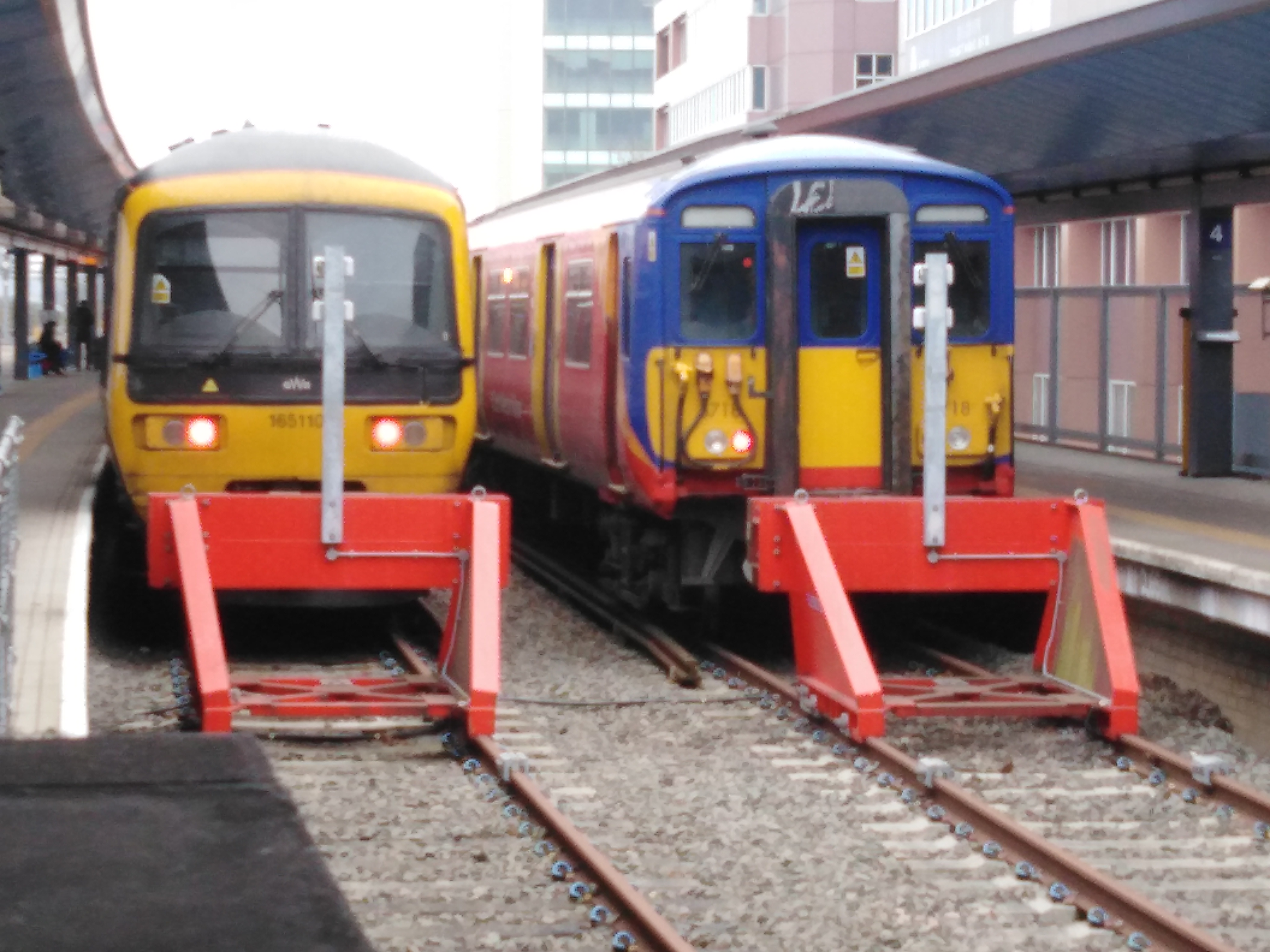
Unidades British Rail Clase 165 110 & 455 718 en los andenes de Reading con vías electrificacadas mediante tercer raíl

La estación juega un papel clave en el servicio de la Línea Principal del Great Western, que se dirige hacia el oeste desde la Estación de Paddington hasta Reading. Al oeste de la estación de Reading, la línea se divide en dos ramales, lo que le permite dar servicio a distintas comunidades en el oeste y suroeste de Inglaterra y hacia el sur de Gales. La rama principal continúa hacia Bristol Temple Meads, a través de Bath Spa, Chippenham y Swindon. La Línea Principal de Gales del Sur se separa del ramal principal en Swindon, con trenes que pasan por Bristol Parkway, Newport, Cardiff Central, Bridgend, Port Talbot Parkway y Neath hacia y desde Swansea. Algunos servicios en la Línea Principal del Great Western terminan en Bristol, mientras que otros continúan en la Línea de Bristol a Exeter hacia el West Country. La otra rama al oeste de la estación de Reading es la Línea de Reading a Taunton (la línea de "Berks y Hants"), que sirve a las comunidades de Berkshire y Wiltshire. Los servicios de alta velocidad en esta línea normalmente no hacen escala en todas las estaciones de la ruta (excepto a veces en Newbury y Hungerford), y algunos servicios expresos del suroeste operan sin escalas entre Paddington y Taunton. La rama de Reading a Taunton se une a los servicios que viajan hacia el sur desde Bristol en la línea de Bristol a Exeter en Cogload Junction, al norte de Taunton. La línea continúa para dar servicio a las estaciones de Taunton, Exeter St Davids, Plymouth y en adelante a las estaciones de Cornualles, como Par, donde el ramal a Newquay diverge donde terminan algunos trenes, mientras que la mayoría termina en la terminal de Penzance. Tanto los servicios interurbanos de alta velocidad como los servicios locales son operados por Great Western Railway. Casi todos los servicios están programados para detenerse en Reading.
Otras líneas principales conectan Reading con Birmingham New Street, Birmingham International y el norte de Inglaterra, y con Basingstoke, Winchester, Southampton Central y Bournemouth al sur. Los servicios directos de norte a sur en estas líneas son operados por CrossCountry, y todos los servicios paran en Reading, lo que requiere que los trenes retrocedan en la estación. Las principales rutas que ofrece CrossCountry son Newcastle y Mánchester Piccadilly al norte y Southampton Central y Bournemouth al sur.
La línea Elizabeth opera un servicio a Abbey Wood, con paradas en la mayoría de las estaciones a Ealing Broadway. Los domingos por la mañana y los domingos por la noche, los trenes terminan en la Estación de Paddington de Londres.
La Línea de North Downs es un trayecto secundario que conecta Reading con Guildford, Reigate, Redhill y el Aeropuerto de Gatwick. Los servicios de esta línea, junto con los servicios de paradas locales a Basingstoke, Newbury, Bedwyn, Oxford y Paddington en Londres, también son operados por Great Western Railway. Una línea suburbana electrificada operada por South Western Railway une Reading con Wokingham, Bracknell, Ascot, Staines, Richmond, Clapham Junction y Waterloo.
En espera de la construcción del Enlace Ferroviario Oeste a Heathrow, un servicio de autobús expreso de RailAir une Reading con el Aeropuerto de Londres-Heathrow, al igual que los servicios suburbanos a través de Hayes & Harlington.

## Enlaces propuestos con el aeropuerto de Heathrow
La Estación de Reading estaba destinada a ser la terminal occidental de un servicio ferroviario propuesto, denominado Heathrow Airtrack. Este proyecto, impulsado por BAA, contemplaba la construcción de un ramal desde la Línea de Waterloo a Reading al Aeropuerto de Londres-Heathrow, creando conexiones ferroviarias directas desde el aeropuerto hasta Reading, Waterloo en Londres, Woking y Guildford. El proyecto Airtrack fue cancelado por BAA en abril de 2011 pero, en octubre de 2011, el Ayuntamiento de Wandsworth anunció un plan revisado llamado Airtrack-Lite.
Posteriormente, el Gobierno se comprometió a construir una ruta ferroviaria directa desde la Terminal 5 de Heathrow hasta la línea principal del GWR entre Iver y Langley, con una conexión orientada al oeste. Great Western Railway operará esta ruta cuando se complete en 2027, conectándose con la sucursal de Elizabeth Line y reemplazando al Heathrow Express.